# Willy Fritsch
Willy Fritsch (27 de enero de 1901-13 de julio de 1973) fue un popular primer actor del cine mudo alemán y padre del también actor Thomas Fritsch.

## Biografía
Su verdadero nombre era Wilhelm Anton Frohs y nació en Katowice, ciudad de Silesia perteneciente al Imperio Alemán. En 1912 se trasladó con su familia a Berlín, donde pensaba dedicarse a la mecánica.
Sin embargo, en 1919 debutó con un pequeño papel en el prestigioso teatro Max Reinhardt Denkmal, y su primer papel en el cine llegó como actor de reparto en el film de 1921 Miss Venus. Fritsch fue una famosa figura juvenil tanto en el cine como en el teatro, pero su verdadero éxito llegó tras ser emparejado con la actriz Lilian Harvey en 1928, con la cual actuó de manera regular en el cine hasta 1937. 
Consiguió sobrevivir al régimen nazi sin pérdida de prestigio y siguió actuando en teatro y cine hasta inicios de la década de 1960. En 1964 rodó su último film, I Learned It From Father.
Fritsch falleció en 1973 en Hamburgo, Alemania.

## Filmografía
- Miss Venus (1921)
- Die kleine Midinette (1921)
- Gelbstern (1921)
- Razzia (1921)
- Schande (1922)
- Die Fahrt ins Glück (1923)
- His Mysterious Adventure (1923)
- Guillotine (1924)
- Mother and Child (1924)
- Dance Fever (1925)
- Der Farmer aus Texas (1925)
- Blitzzug der Liebe (1925)
- Das Mädchen mit der Protektion (1925)
- El sueño de un vals (Ein Walzertraum) (1925)
- Die Fahrt ins Abenteuer (1926)
- Der Prinz und die Tänzerin (1926)
- Die keusche Susanne (1926)
- Die Boxerbraut (1926)
- Die sieben Töchter der Frau Gyurkovics (1926)
- Die selige Exzellenz (1927)
- The Last Waltz (1927)
- Die Frau im Schrank (1927)
- Schuldig (1927)
- Der Tanzstudent (1928)
- Die Carmen von St. Pauli (1928)
- Hungarian Rhapsody (1928)
- Ihr dunkler Punkt (1928)
- Spione (1928)
- Melody of the Heart (1929)
- Frau im Mond (1929)
- Liebeswalzer (1929)
- Hokuspokus (1930)
- Einbrecher (1930)
- Ihre Hoheit befiehlt (1931)
- Im Geheimdienst (1931)
- Ronny (1931)
- Die drei von der Tankstelle (1931)
- Der Kongreß tanzt (1931)
- Ein blonder Traum (1932)
- Ich bei Tag und Du bei Nacht (1932)
- Der Frechdachs (1932)
- Ein toller Einfall (1932)
- Cairo Season (1933)
- Des jungen Dessauers große Liebe (1933)
- The Battle of the Walzes (1933)
- Die Insel (1934)
- Prinzessin Turandot (1934)
- Die Töchter Ihrer Exzellenz (1934)
- Schwarze Rosen (1935)
- Amphitryon - Happiness from the Clouds (1935)
- Boccacchio (1936)
- Glückskinder (1936)
- Sieben Ohrfeigen (1937)
- Menschen ohne Vaterland (1937)
- Streit um den Knaben Jo (1937)
- Gewitterflug zu Claudia (1937)
- Zwischen den Eltern (1938)
- Das Mädchen von gestern Nacht (1938)
- Am seidenen Faden (1938)
- Preußische Liebesgeschichte (1938)
- Die Geliebte (1939)
- Frau am Steuer (1939)
- Die unvollkommene Liebe (1940)
- Das leichte Mädchen (1940)
- Die keusche Geliebte (1940)
- Anschlag auf Baku (1941)
- Dreimal Hochzeit (1941)
- Frauen sind doch die besseren Diplomaten (1941)
- Leichte Muse (1941)
- Wiener Blut (1942)
- Geliebte Welt (1942)
- Die Gattin (1943)
- Liebesgeschichten (1943)
- Der kleine Grenzverkehr (1943)
- Junge Adler (1944)
- Die Fledermaus (1944-1946)
- Film ohne Titel (1947)
- Finale (1948)
- Hallo - Sie haben Ihre Frau vergessen (1948)
- 12 Herzen für Charly (1949)
- Derby (1949)
- Kätchen für alles (1949)
- Schatten in der Nacht (1949)
- Die wunderschöne Galathee (1950)
- Mädchen mit Beziehungen (1950)
- König für eine Nacht (1950)
- Schön muß man sein (1951)
- Die Dubarry (1951)
- Die verschleierte Maja (1951)
- Zwei in einem Auto / Du bist die Schönste für mich (1951)
- Grün ist die Heide (1951)
- Mikosch rückt ein (1952)
- Ferien vom Ich (1952)
- Am Brunnen vor dem Tore (1952)
- Von Liebe reden wir später (1953)
- Damenwahl (1953)
- When the White Lilacs Bloom Again (1953)
- Ungarische Rhapsodie (1954)
- Maxie (1954)
- Weg in die Vergangenheit (1954)
- Drei Tage Mittelarrest (1955)
- Der fröhliche Wanderer (1955)
- Liebe ist nur ein Märchen (1955)
- Stern von Rio (1955)
- Die drei von der Tankstelle (1955)
- Schwarzwaldmelodie (1956)
- Wo die alten Wälder rauschen (1956)
- Das Donkosakenlied (1956)
- Solange noch die Rosen blüh'n (1956)
- Der schräge Otto (1956)
- Die Beine von Dolores (1957)
- Zwei Herzen im Mai (1957)
- Mit Eva fing die Sünde an (1958)
- Schwarzwälder Kirsch (1958)
- Hubertusjagd (1959)
- Liebling der Götter (1960)
- Isola Bella (1961)
- Was macht Papa denn in Italien? (1961)
- Jazz und Jux in Heidelberg / Verliebt in Heidelberg (1963)
- Der Himmel kann warten (1964)
- I Learned It From Father (1964)